# Ervin Cseh

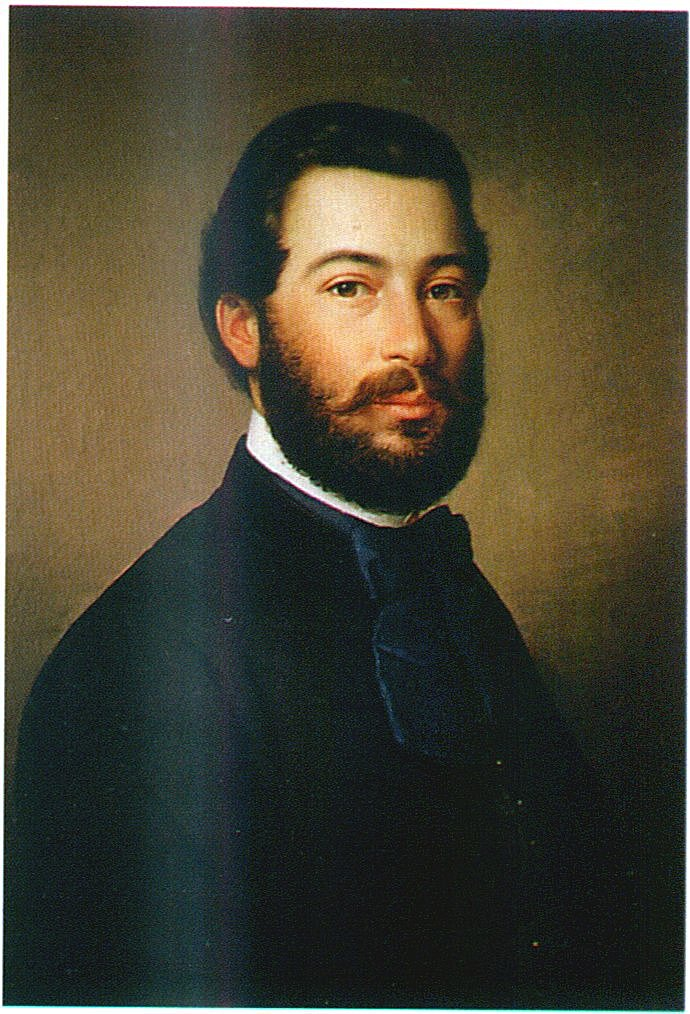
Ervin Cseh

Ervin Cseh von Szentkatolna (* 23. März 1838 in Walpach, Komitat Virovititz; † 12. Juni 1918 in Erdut) war ein ungarisch-kroatischer Politiker, der mit kurzer Unterbrechung von 1898 bis 1905 Minister für Kroatien-Slawonien-Dalmatien war.

## Leben
Cseh wurde im slawonischen Walpach (hr. Valpovo, ung. Valpó) in eine siebenbürgische Familie geboren und besuchte die Wirtschaftsakademie in Magyaróvár. Für seine Verdienste als Präsident des Slawonischen Wirtschaftsvereins wurde ihm der Orden der Eisernen Krone III. Klasse verliehen. Während der Banschaft Károly Khuen-Hédervárys war Cseh von 1886 bis 1898 Obergespan von Syrmien. In seiner Amtszeit war es sein Hauptziel, die Kroaten und Serben zu versöhnen, was ihm gelang. Im Dezember 1898 ernannte ihn der ungarische Ministerpräsident Dezső Bánffy zum Minister für die Königreiche Croatien, Slawonien und Dalmatien. 1901 wurde er für den Wahlbezirk Osijek (ung. Eszék) Abgeordneter des Sabor und war Delegierter dessen im ungarischen Reichstag. Nach seinem Rücktritt als Minister 1903 erhielt er den Orden der Eisernen Krone I. Klasse. Im selben Jahr wurde er jedoch von István Tisza erneut zum Minister ernannt.  